# 下石门后土圣母庙
下石门后土圣母庙，位于山西省临汾市翼城县隆化镇下石门村西，建于清代。 
1987年8月20日，下石门后土圣母庙公布为翼城县文物保护单位。